# ファン・アルバダ (小惑星)
ファン・アルバダ (2019 van Albada) は小惑星帯の小惑星。オランダ人天文学者のヘンドリク・ファン・ヘントがヨハネスブルグのユニオン天文台で発見した。
オランダ人天文学者、ガレ・ブルーノ・ファン・アルバダ（Gale Bruno van Albada、1912年 - 1972年）に因んで命名された。